# 南灣湖水上活動中心
南灣湖水上活動中心（簡稱水上中心）位於澳門南灣南灣湖景大馬路，澳門立法會大樓旁邊，鄰近澳門特區政府總部，於2005年7月18日開幕，是第四屆東亞運動會舉辦龍舟及賽艇項目的比賽場地。

## 歷史
澳門特區政府為主辦東亞運的龍舟及賽艇項目以及美化南灣湖的湖畔區，因而耗資9,950多萬澳門元興建並南灣湖水上活動中心；南灣湖水上活動中心於2004年12月15日由澳門社會文化司司長崔世安主持南灣湖水上活動中心的奠基石牌匾的揭幕儀式。
2005年1月，澳門立法會議員關翠杏就南灣湖水上活動中心的建築工地圍板封閉有關地段原有的行人道，質詢當局為何不設臨時行人路；而土地工務運輸局局長賈利安在同年2月7日以書面回應時表示「曾考慮」設置臨時行人路，惟措施可能會構成人車爭路的潛在危險外，而施工地點的另一邊行人路為行人所集中及較理想，因而不設臨時行人路。在該水上活動中心興建期間，主要在南灣湖湖內清理13,000 m2（139,931 sq ft）淤泥及水草外，也需要在湖底鋪設1米（3英尺）至2米（7英尺）米的白幼沙作潔淨湖水的水質以適合於游泳及水上活動；另外也進行排污系統及綠化工作。

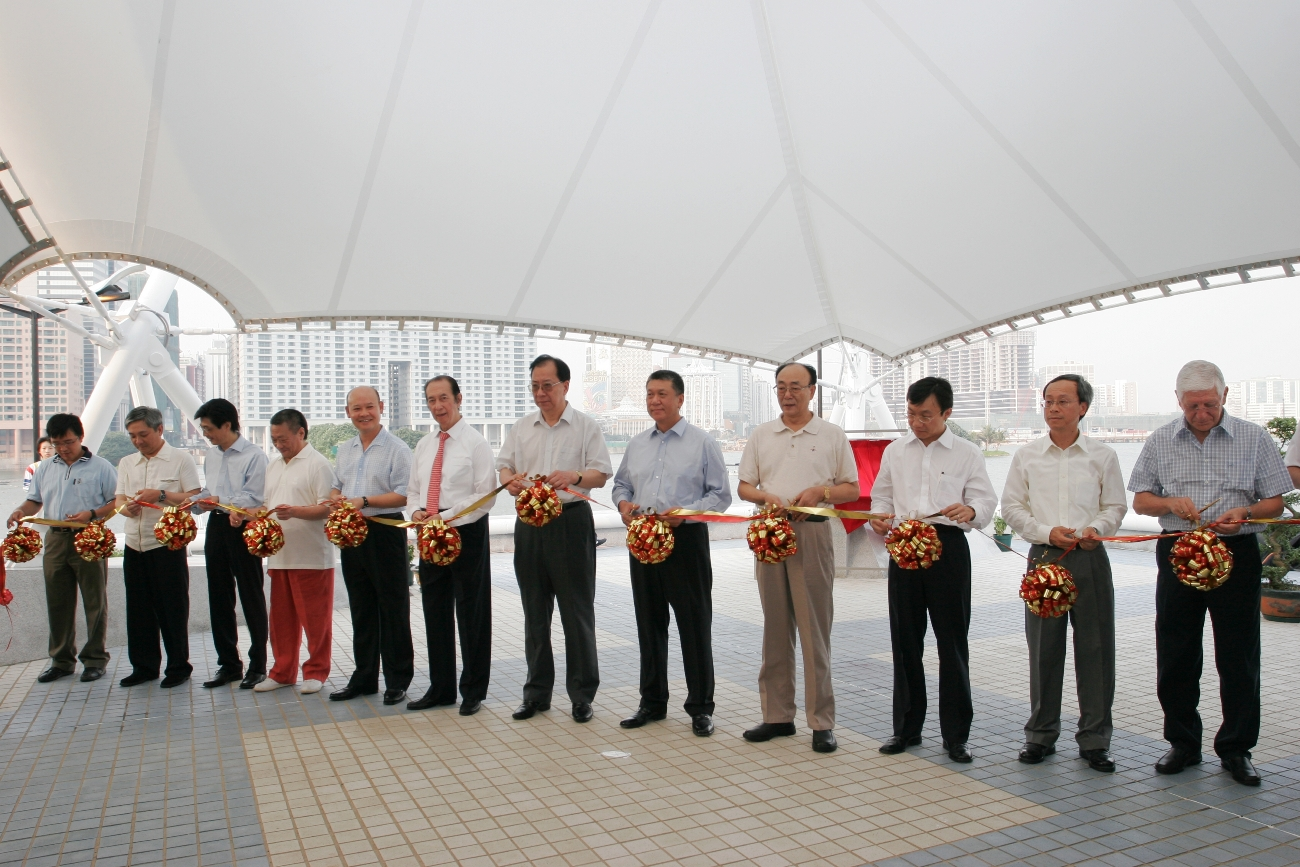
何厚鏵等主持南灣湖水上活動中心開幕剪綵

南灣湖水上活動中心如期於2005年7月竣工；同月18日在天主教澳門教區黎鴻昇主教及釋機修大師分別以宗教儀式祝福後，澳門行政長官何厚鏵為南灣湖水上活動中心主持開幕典禮；而澳門東亞運組委會董事會主席蕭威利把南灣湖水上活動中心紀念冊致送予民政總署管理委員會主席劉仕堯，象徵南灣湖水上活動中心的管理權移交至民政總署。當日，澳門東亞運組委會在南灣湖水上活動中心進行澳門東亞運賽艇的試運轉。
2007年3月1日，澳門立法會主席曹其真表示南灣湖水上活動中心的工程人員於2006年年底時開始拆毀澳門立法會大樓部份牆磚，及後她主動和有關官員聯絡，雖然有關有官員試圖遊說介紹水上活動中心之美而需拆毀澳門立法會大樓部份牆磚，但曹其真以「可能破壞立法會莊嚴議政氣氛」而堅持不容許有關拆毀工程，當局最終停止有關工程；同月19日，澳門審計署發表《南灣湖水上活動中心的興建工程》衡工量值式審計報告中指出除了超支超過三成半外，還指出澳門東亞運組委會在興建該水上活動中心的前期研究階段未有充份搜集資料及執行附合計劃的時間表、有關政府部門以及澳門立法會及澳門終審法院院長辦公室受影響的車位的部門之間均未有足夠溝通、在「行政當局投資與發展開支計劃」中未有為所有預計開支作預算準備以及未有定期公布開支力評估等相關資料及數據機制的五大弊端。

## 曾舉辦活動

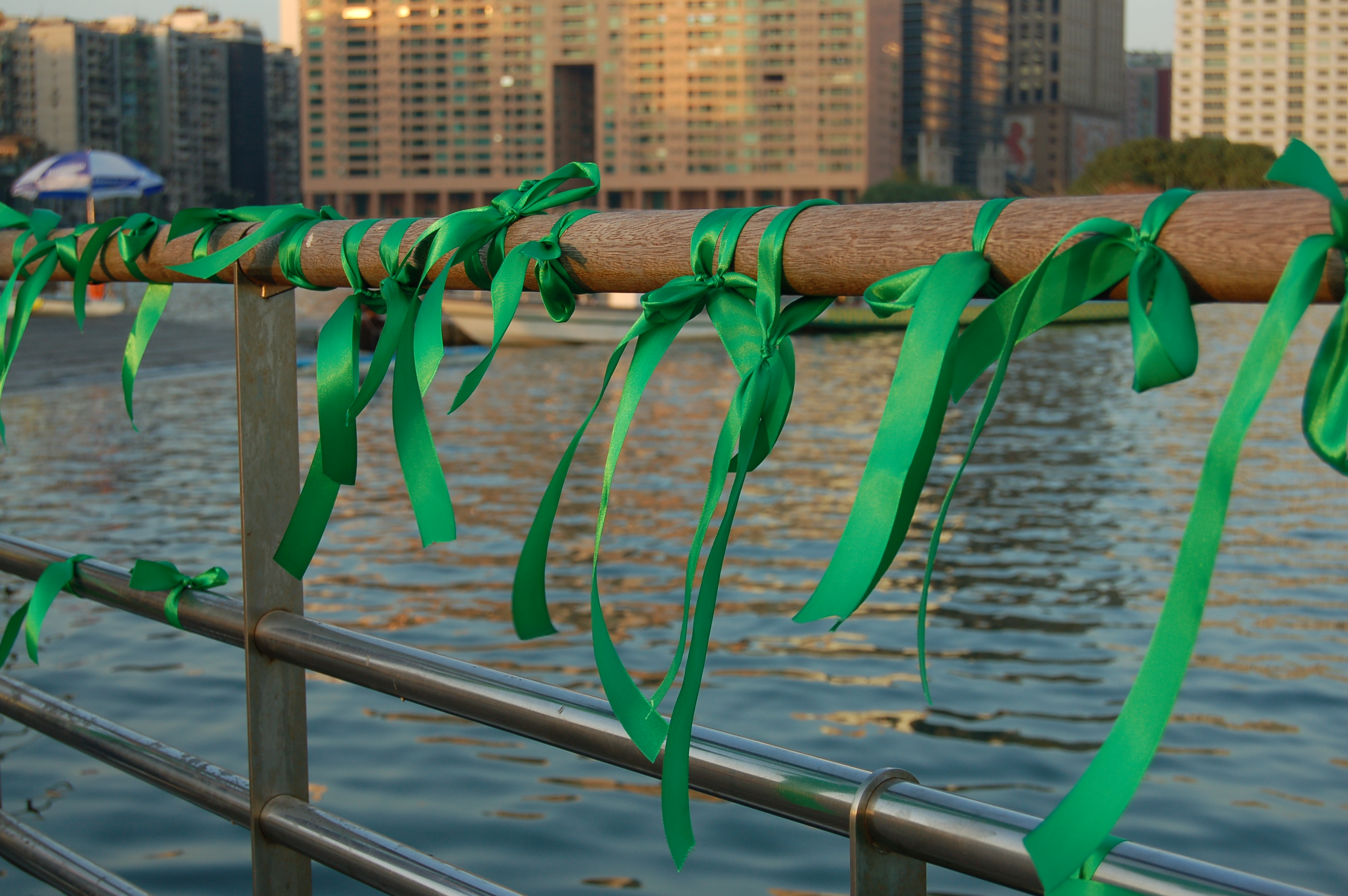
遊行人士綁在南灣湖水上活動中心欄杆上綠絲帶

南灣湖水上活動中心在澳門主辦東亞運動會期間是為龍舟及賽艇兩個比賽項目的比賽場地；而澳門國際龍舟賽及明愛慈善園遊會分別自2006年及2007年開始遷至南灣湖水上活動中心舉行。此外，新澳門學社發起的「澳門民主回歸大遊行」自2007年起以南灣湖水上活動中心作為遊行終點，而遊行人士也在遊行完畢後在水上活動中心的欄杆上綁上綠絲帶。另一方面，南灣湖水上活動中心也舉辦2006年亞洲龍舟錦標賽；而澳門壁球總會把於2008年11月29日及30日舉行的澳門壁球公開賽的決賽賽事在南灣湖水上活動中心蓋建一間四面玻璃壁球場內進行；而中國人民解放軍八一跳傘隊為慶祝澳門回歸10週年而於2009年12月11日假南灣湖水上活動中心進行一場跳傘預演的活動。於2022年5月3至4日及7至8日，舉行澳門首届無人機表演（英語：Light up Macao  drone gala 2022）。

## 設施

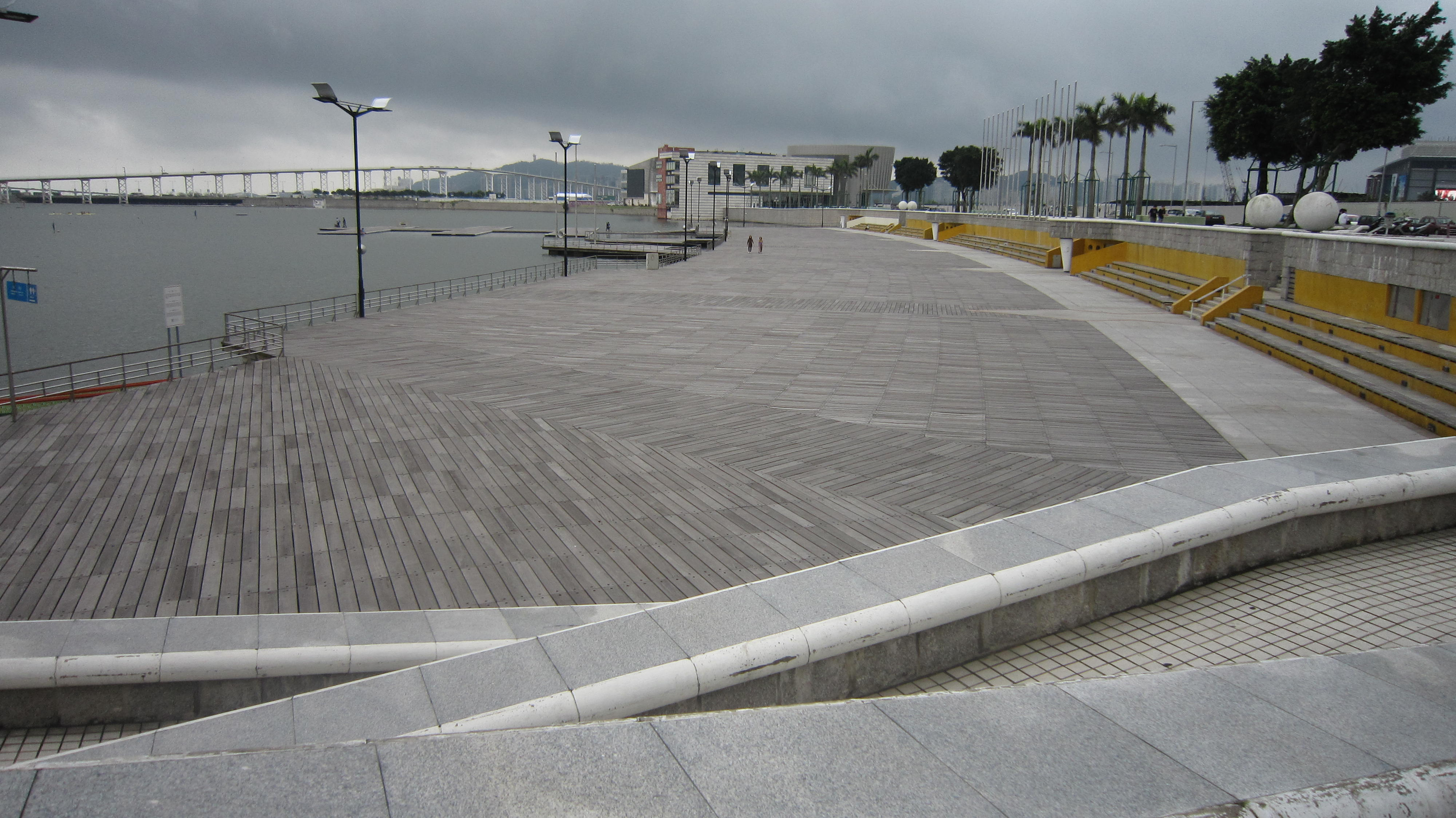
南灣湖水上活動中心的海上浮台採用膠磚為地面材料

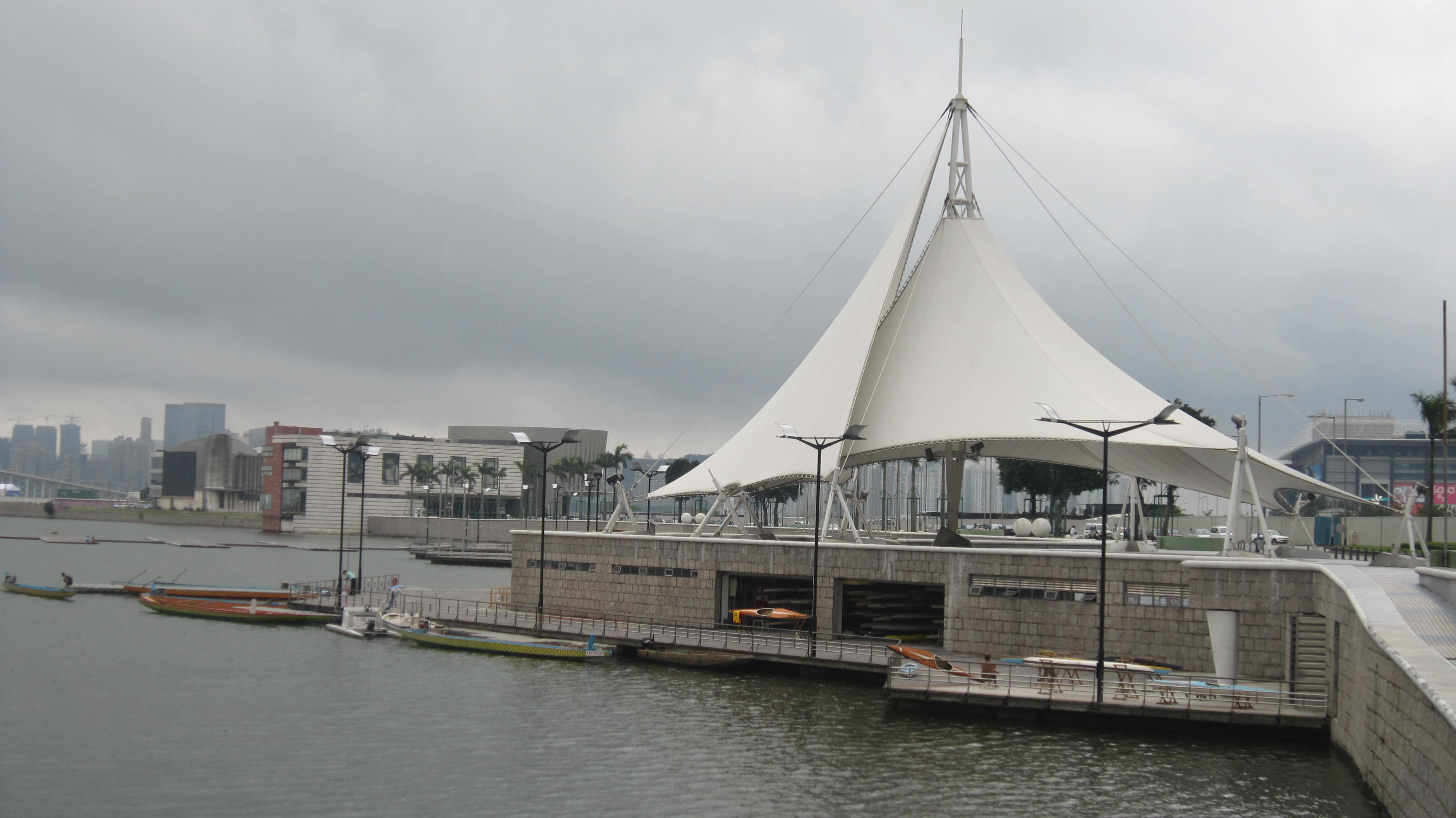
南灣湖水上活動中心

南灣湖水上活動中心佔地面積、湖面面積及平台面積分別為8,940 m2（96,229 sq ft）、15,000 m2（161,459 sq ft）及11,708 m2（126,024 sq ft）。南灣湖水上活動中心主要分為比賽區域（水上）和陸上設施兩部分。
比賽區域設有6條500米（1,640英尺）賽道，而每條賽道寬13.5米（44英尺）及深3.5米（11英尺）寬；此外還設有200米（656英尺）的緩衝區；比賽區域的起點設有1,200 m2（12,917 sq ft）可調整水面高度的船隻停泊碼頭、700 m2（7,535 sq ft）浮動起動塔、起點司令台及評判台，而終點則設有終點評判台監測及計時儀器。
陸上的海上浮台採用膠磚為地面材料；而設施方面則設有設有802個固定的階級座位外，也可搭建最多達2,500個活動座位；此外也設有賽事用工作平台、賽艇停泊區、點晴台及有蓋的賽艇儲藏庳及40個泊車位以及25米（82英尺）高的大型張力軟篷等設施。

## 交通

### 巴士
M199 南灣湖景大馬路（Avenida Panorâmica do Lago Nam Van）
路線：6B、9、9A、18、18B、23、32、N2

## 備註
1. ↑  當局預算斥資7,300多萬澳門元興建，但最終造價以9,950萬興建，超支2,650萬（36.30%）[2]